# Jahnkampfbahn Wald
Die Jahnkampfbahn Wald (auch Walder Stadion) ist ein Stadion im Solinger Stadtteil Wald. Die gesamte Anlage steht seit 1994 unter Denkmalschutz.

## Geschichte

### Bis Ende des Zweiten Weltkriegs
Am 11. Mai 1920 beschloss die Walder Baukommission, ein Stadion zu errichten. Damit folgte die Stadt Wald, die bis zu ihrer Eingemeindung nach Solingen im Jahr 1929 noch eigenständig war, einem Aufruf zum Spielplatzwerbetag am 9. Mai 1920, reichsweit Sportanlagen für die Bevölkerung zu errichten. Als Standort für das künftige Stadion wurde ein Teil des zugeschüttenen Krausener Bachtals, ein sumpfiges und als Müllkippe missbrauchtes Gelände bestimmt, das trockengelegt und eingeebnet wurde. Von 1921 bis 1927 leisteten „Notstands- und Pflichtarbeiter“ 200.000 Arbeitstage zum Bau der Anlage (Manntagen); bei einem Unfall kamen zwei Menschen ums Leben.
Das Wauler Stadion (Bezeichnung im Solinger Dialekt) wurde am Pfingstwochenende 1928 in Anwesenheit von 8000 Zuschauern eingeweiht. Die Einweihung war ein großes gesellschaftliches Ereignis, für das die Walder Bürger ihre Häuser mit Blumen und mit schwarz-weiß-roten Fahnen schmückten; nach den Reden wurde das Deutschlandlied gesungen. Sportlicher Ehrengast war Otto Peltzer, Weltrekordler über 1500 Meter, der die Anlage mitgestaltet hatte. Es folgten Übungen und Demonstrationen im Turnen, Tanzreigen und Staffelläufe sowie Handball-, Fußball-, Schlagball- und Faustballspiele. Höhepunkt war das Fußballspiel zwischen einer Walder Auswahl und dem VfR Mannheim (2:4). Benannt wurde das Stadion nach Friedrich Ludwig Jahn; im Gespräch war auch eine Benennung nach dem gebürtigen Walder Pädagogen und Turner Friedrich Albert Lange gewesen. Für Jahn entschied man sich aber wegen seiner „wegweisenden, bahnbrechenden Rolle“ in der deutschen Geschichte.
Die Arbeitersportvereine, die rund 20 Prozent der Walder Sportler vertraten, fühlten sich durch die Art der Einweihung hintergangen und blieben ihr fern. Die Bergische Arbeiterstimme übte dann auch in ihrer Ausgabe vom 31. Mai 1928 herbe Kritik an dem „nationalistischen Rummel“: „Merkt Ihr denn nicht, wie man euch nationalistisch verseuchen und dressieren will, damit ihr für die Drahtzieher in euren bürgerlichen Vereinen in zukünftigen Kriegen zur höheren ‚Ehre‘ des geheiligten Kapitalismus wieder ‚Heldentaten‘ begehen und eure gesunden Glieder opfern sollt?“ Die Arbeitervereine veranstalteten eine Woche später eine eigene Einweihung des Stadions, wobei sich allerdings, so Lorenz, keine großen Unterschiede zum Ablauf der bürgerlichen Feier erkennen ließen.
In den folgenden Jahren fanden in der Jahnkampfbahn zahlreiche hochkarätige Sportwettbewerbe statt wie Fußballspiele, Leichtathletikveranstaltungen, Gauwettkämpfe und Kreisturnfeste sowie Wettbewerbe im Friesenkampf. 1929 gewann der FC Schalke 04 mit Ernst Kuzorra und Fritz Szepan in einem Freundschaftsspiel gegen den Walder SV mit 8:3.
Nach der Gleichschaltung des Sportes im Jahre 1933 wurden die Arbeitersportvereine aufgelöst, und die „bürgerlichen“ Vereine erlebten große Mitgliederzuwächse. 1935 trat der Deutsche Fußball-Meister 1. FC Nürnberg in der Jahnkampfbahn gegen eine Solinger Stadtauswahl an. Am Kreisgruppenturnfest 1936 unter der Federführung des Wald-Merscheider Turnvereins 1861 (WMTV) nahmen rund 6000 Turner teil; dabei waren 25 Turnpferde im Stadion aufgebaut, an denen simultan geturnt wurde.

### Von 1945 bis in die 1980er Jahre
Die Jahnkampfbahn überstand den Zweiten Weltkrieg ohne größere Zerstörungen. Ehemalige Mitglieder der NSDAP mussten sie instand setzen, damit US-amerikanische Soldaten sie nutzen konnten. Schon 1946 fanden die ersten Turnveranstaltungen in dem Stadion statt, wenn es auch zunächst mehr Kampfrichter als Sportler gab, da viele Männer gefallen oder noch in Kriegsgefangenschaft waren.
Im Jahr 1948 erlebte das Walder Stadion ein Fußballspiel, das mit rund 22.000 Zuschauern für einen Besucherrekord sorgte: Die Vereine Preußen Dellbrück (mit Torhüter Fritz Herkenrath) und TSG Vohwinkel standen sich zum vierten Mal im Abstiegskampf aus der Oberliga West gegenüber; die Wuppertaler gewannen schließlich in der Verlängerung und schafften somit den Klassenerhalt.
1950 sowie 1954 wurden Kreisturnfeste veranstaltet. 1952 feierte man die Bronzemedaille im 5000-Meter-Lauf bei den Olympischen Spielen 1952 des Solingers Herbert Schade vor 11.000 Zuschauern mit einem großen Sportfest. Mitorganisator der Veranstaltung war der Vorsitzende des Solinger Leichtathletik-Clubs (SLC) und spätere Bundespräsident Walter Scheel. Unter den Sportlern befanden sich ganze Olympiamannschaften mit Rekordhaltern, darunter eine chilenische sowie fast die komplette USA-Leichtathletik-Mannschaft mit dem zweifachen Olympiasieger Bob Mathias. Im Dezember desselben Jahres fand ein Abendsportfest statt, bei dem eine Mannschaft des Nordwestdeutschen Rundfunks mit René Deltgen, Kurt Brumme, dem Solinger Sänger Friedrich Eugen Engels und dem Boxer Heinz Neuhaus gegen eine Solinger Auswahl mit den Politikern Walter Scheel und Joseph Pütz sowie Herbert Schade antrat.
1978 feierte die Jahnkampfbahn ihren 50. Geburtstag mit einem Stadionfest. Unter den Ehrengästen befanden sich Herbert Schade, Emil Zátopek, Fanny Blankers-Koen und Gaston Reiff, unter den teilnehmenden Sportlern der spätere ZDF-Moderator Wolf-Dieter Poschmann als Läufer.

### Verfall und Renovierung
In den 1980er und 1990er Jahren geriet die Jahnkampfbahn zunehmend in einen schlechten baulichen Zustand. 1995 gründete der Walder Guido Rohn den Förderkreis Jahnkampfbahn e. V., um eine Renovierung des seit 1994 denkmalgeschützten Stadions zu erreichen. Zu diesem Zweck entfaltete der Förderkreis umfangreiche Aktivitäten. Im Oktober 1996 begann die Sanierung, die von der Stadt, dem Land und dem Förderkreis finanziert wurde. Im September 1997 erfolgte die Wiedereröffnung mit einem großen Fest; der Förderkreis überreichte Oberbürgermeister Ulrich Uibel eine 50.000-DM-Spende. Ein Teil des Betrages stammte vom Gewinn der 1. Solinger Sportgala, die ebenfalls eine Idee von Rohn war. Zehn Jahre später wurde im Stadion die 50-jährige Partnerschaft Solingens mit der niederländischen Stadt Gouda gefeiert; unter anderen trat die Kölner Musikgruppe Bläck Fööss auf.

## Sportliche Aktivitäten
Das Stadion verfügt über Flutlicht und eine Beschallungsanlage, zudem Anlagen für Hochsprung, Weitsprung, Dreisprung, Kugelstoßen, Diskus- und Hammerwurf sowie Laufbahnen. Die Tribüne fasst 4957 Zuschauer.

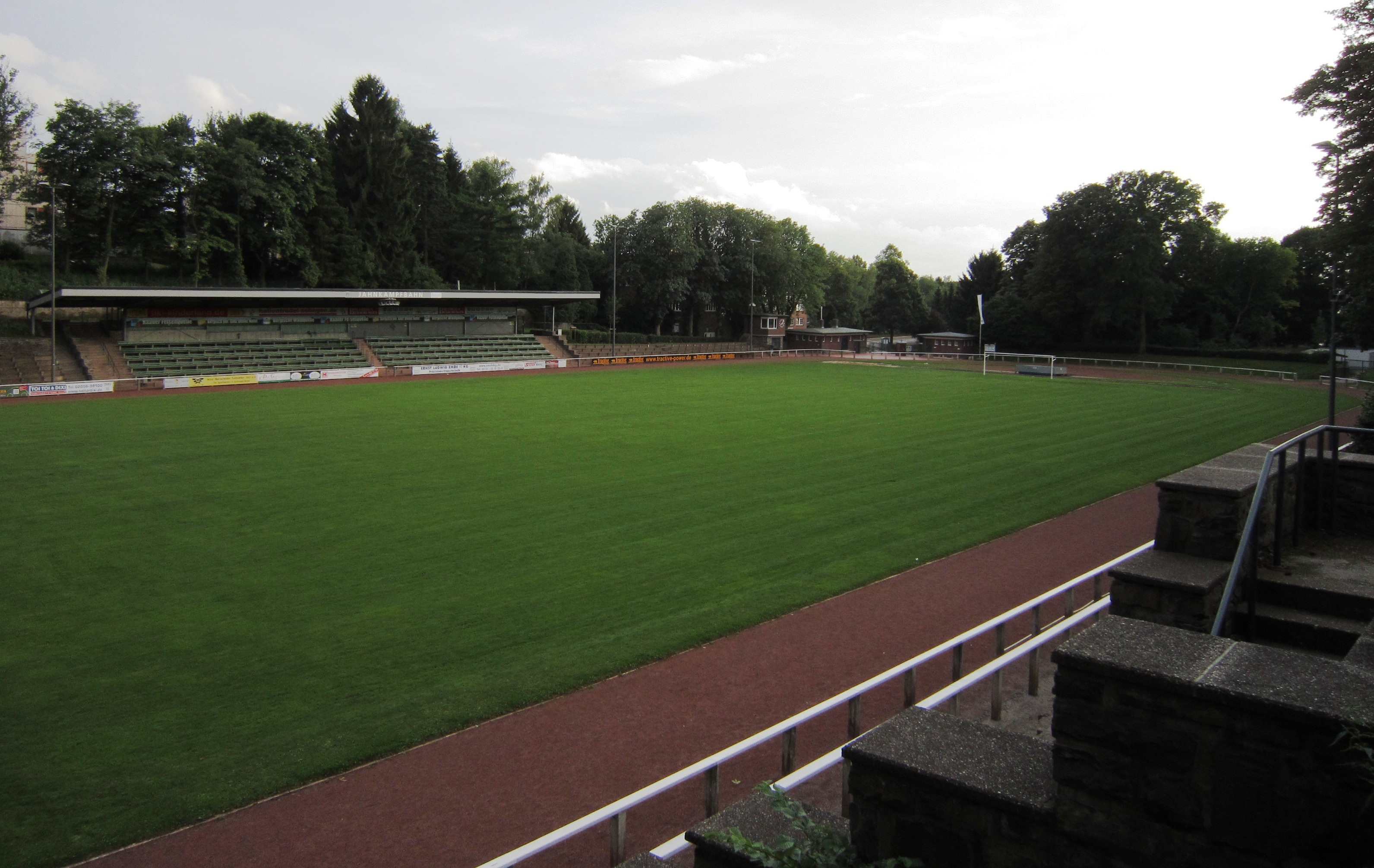
Der Platz in der Jahnkampfbahn

### Fußball
Im Fußball diente die Jahnkampfbahn den Vereinen VfL Solingen-Wald 1897 und dem VfB Wald als Heimstadion.
1955 wurde der VfL Bezirksmeister; der VfB gehörte bis in die 1990er Jahre der Landesliga an. 1974 schlossen sich der VfL und Union Ohligs zur SG Union Solingen zusammen. Die Mannschaft des neuen Vereins gelangte bis in die 2. Bundesliga, spielte aber im Stadion am Hermann-Löns-Weg in Ohligs. Der bekannteste Spieler, der dem VfL Wald entstammte und später für Union Solingen spielte, war Werner Lenz.
Am 6. Mai 2003 fand in Wald das erste Länderspiel der deutschen U-15-Juniorinnen (darunter die späteren Nationalspielerinnen Babett Peter und Fatmire Bajramaj) statt. Vor 4000 Zuschauern traten sie gegen die Mannschaft der Niederlande an und gewannen 1:0.

### Feldhandball
Das einzige internationale Spitzenspiel im Feldhandball in der Jahnkampfbahn fand 1955 statt, als die Auswahl des damals noch eigenständigen Saarlandes vor 9000 Zuschauern gegen die Nationalmannschaft Schwedens ein Vorrundenspiel der Feldhandball-Weltmeisterschaft bestritt und mit 7:6 gewann. In den 1960er Jahren war das Walder Stadion die Heimstatt des BSV Solingen 98 (Oheios), der 1965 deutscher Feldhandball-Meister wurde. Das Endspiel gegen TSV Grün-Weiß Dankersen mit 15:14 nach Verlängerung fand allerdings nicht in Wald, sondern vor 35.000 Zuschauern im Wuppertaler Stadion am Zoo statt, weil es ein größeres Fassungsvermögen hatte.

### Weitere Sportarten
Bis 1998 spielten die Solingen Hurricanes American Football in der Jahnkampfbahn, sie wurden von den
Solingen Steelers (Jugend) und Solingen Paladins (Männer) abgelöst.
Seit April 2001 tragen die Rugby-Mannschaften des WMTV Solingen 1861 (Wald-Merscheider Turnverein 1861 e. V.) ihre Heimspiele in der Jahnkampfbahn aus.

## Denkmalschutz

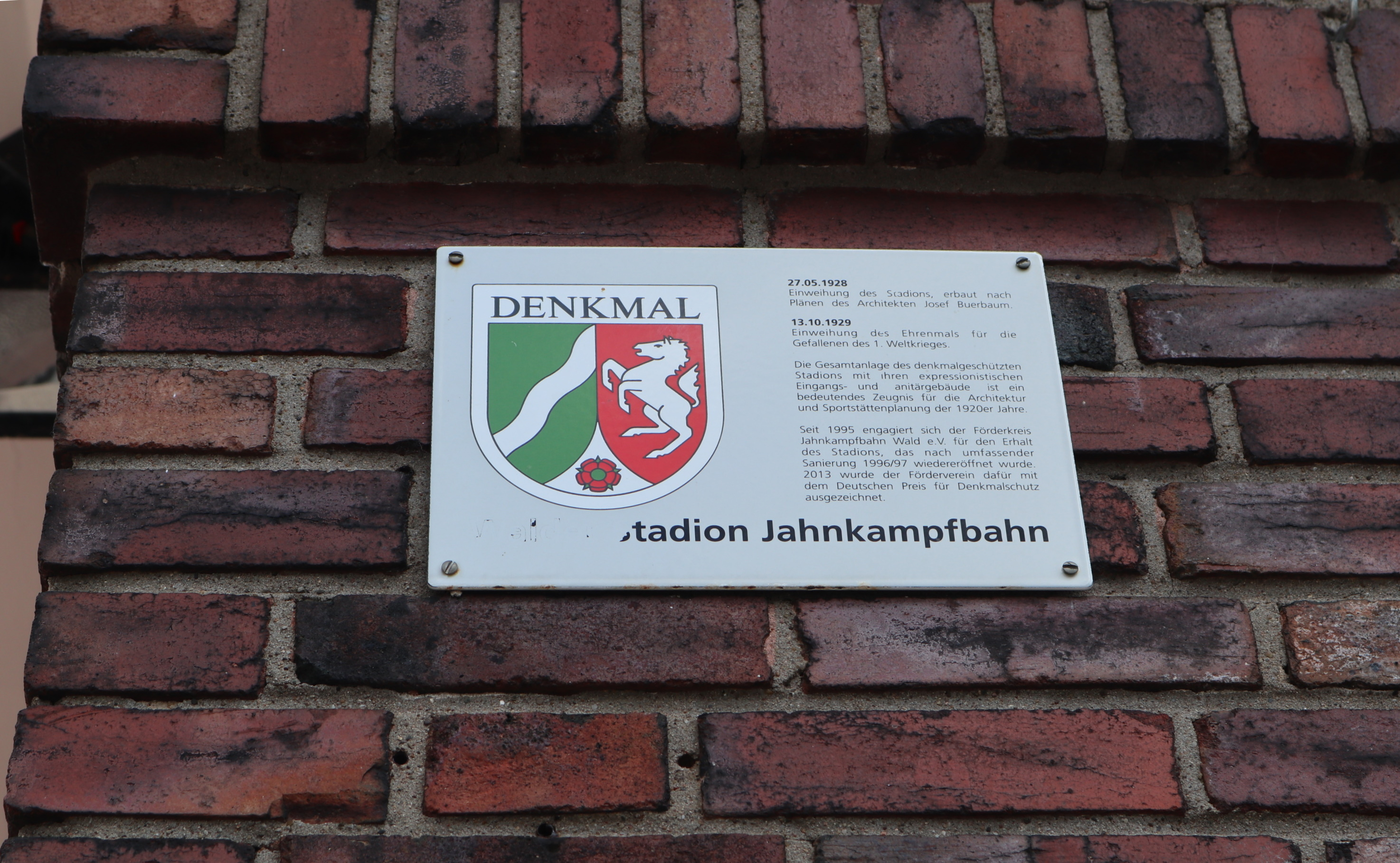
Denkmalplakette

1987 wurde der historische Eingangsbereich des Stadions unter Denkmalschutz gestellt, 1994 folgte das gesamte Stadion als „beeindruckendes Zeugnis für die Architektur und Sportstättenplanung der 20er Jahre“. Ebenfalls unter Denkmalschutz steht das etwas versteckt östlich gelegene Ehrenmal für die Opfer des Ersten Weltkriegs (Lage).
1998 erhielt der Förderkreis Jahnkampfbahn von der Abteilung Solingen des Bergischen Geschichtsvereins den Denkmalschutzpreis 1997, 2012 eine Anerkennungsurkunde für die erfolgreiche Bewerbung um den Rheinischen Preis für Denkmalpflege. Im Jahre 2013 wurde der Verein mit der Silbernen Halbkugel des Deutschen Nationalkomitees für Denkmalschutz ausgezeichnet.

## Trivia
Im Sommer 2015 fanden in der Jahnkampfbahn Dreharbeiten für den RTL-Film Turnschuh-Giganten über das Leben von Adi und Rudolf Dassler statt, den Gründern der Sportartikel-Marken Adidas und Puma. Der Film wurde 2016 ausgestrahlt.
Im Oktober desselben Jahres wurde für die WDR-Sportsendung sport inside zum 50. Jahrestag der deutschen-Feldhandball-Meisterschaft 1965 der Oheios ein Filmbeitrag gedreht.